# Rock Hill (Louisiane)
Pour les articles homonymes, voir Rock Hill.
Rock Hill est une census-designated place de la paroisse de Grant, en Louisiane, aux États-Unis. 